# Necròpolis dolmènica de Dougga
La necròpolis dolmènica de Dougga és un cementiri númida al jaciment arqueològic de Dougga a Tunísia, al nord-oest de la vila. Està formada per tombes de tipus dolmènic, de tombes de volta i de basses o circulars. Les tombes dolmèniques són una mena de caixa oberta per un costat i formada per tres lloses col·locades planes sobre les quals reposa una llosa de cobertura sovint de gran mesura; generalment són tombes col·lectives i mercès al costat obert es podien reutilitzar; el costat obert es tancava després de l'enterrament amb un muret de pedres fàcil de desmuntar. S'hi han trobat alguns esquelets humans i restes de ceràmica. Estan datades a patir del segon mil·lenni abans de Crist, i encara estaven en ús al segle i després de Crist; hi ha algun altre tipus de tomba, les tombes de volta i les de bassa; el que inicialment es va identificar com dues torres de la muralla númida són en realitat dues tombes de volta rectangulars; de tomba de bassa només se n'ha trobat una, de forma circular amb unes lloses laterals al centre i cobertes per una llosa monolítica al damunt; el monument és enigmàtic i se'l considera una tomba pel context en què es va trobar, al costat d'altres tombes.